# Steirastoma lituratum
Steirastoma lituratum es una especie de escarabajo del género Steirastoma, familia Cerambycidae. Fue descrita científicamente por Bates en 1885.
Se distribuye por Colombia, Costa Rica, Guatemala, Honduras, México, Nicaragua y Panamá. Posee una longitud corporal de 11,7-14,8 milímetros. El período de vuelo de esta especie ocurre en los meses de marzo, mayo, julio, septiembre y octubre.